# Ґас Кенворді
Ґас Ке́нворді (англ. Gus Kenworthy; нар. 1 жовтня 1991, Челмсфорд, Велика Британія) — американський фристайліст. Срібний призер зимових Олімпійських ігор 2014 року в дисципліні слоупстайл. Відкритий ґей.